# Phryneta hecphora
Phryneta hecphora là một loài bọ cánh cứng trong họ Cerambycidae.